# Pygopleurus despectus
Pygopleurus despectus är en skalbaggsart som beskrevs av Rudolph Petrovitz 1957. Pygopleurus despectus ingår i släktet Pygopleurus och familjen Glaphyridae. Inga underarter finns listade i Catalogue of Life.